# NIC handle
Un NIC handle (Network Information Center handle) è una sequenza alfanumerica di caratteri che rappresenta in maniera univoca un record nei database mantenuti dai Network Information Center. Quando viene registrato un nome di dominio tramite un'autorità delegata (registrar) oppure quando viene assegnata una classe di indirizzi IP pubblici, viene assegnato un NIC handle per identificare lo specifico insieme di dati associati con quel nome a dominio (ad esempio l'intestatario, il suo indirizzo e la casella e-mail che può essere utilizzata per contattarlo). Una volta che il dominio è stato registrato, tale NIC handle può essere utilizzato per effettuare delle ricerche per tale record all'interno del database.